# Evaristo Carvalho
Evaristo do Espírito Santo Carvalho GCIH (Bombom, 22 de outubro de 1942 — Lisboa, 28 de maio de 2022) foi um político são-tomense que atuou como o presidente de São Tomé e Príncipe de 3 de setembro de 2016 até 2 de outubro de 2021. Anteriormente, ele foi o primeiro-ministro do país em duas ocasiões em 1994 e entre 2001 e 2002.

## Biografia e carreira política
Anteriormente, foi primeiro-ministro de São Tomé e Príncipe de 7 de julho de 1994 a 25 de outubro de 1994 e novamente de 26 de setembro de 2001 a 28 de março de 2002. É membro do partido Ação Democrática Independente (ADI).
Carvalho disputou as eleições presidenciais santomenses de 2011, enquanto era o presidente da Assembleia Nacional. Ele foi apoiado em sua campanha pelo então primeiro-ministro Patrice Trovoada. Carvalho terminou em segundo lugar no primeiro turno com 21,8 por cento dos votos, atrás do ex-presidente Manuel Pinto da Costa. Costa saiu vitorioso no segundo turno de duas pessoas, com 52,9% dos votos. Carvalho posteriormente tornou-se vice-presidente da ADI.

### Presidência
Na eleição presidencial de julho de 2016, Carvalho obteve a maioria dos votos, mas ficou um pouco aquém da maioria com 49,8 por cento, então um segundo turno foi realizado algumas semanas depois. No entanto, Costa, o presidente em exercício, retirou-se do segundo turno de 7 de agosto, alegando fraude na eleição de julho. Isso efetivamente entregou a presidência a Carvalho. Ele foi inaugurado no papel em 3 de setembro. O processo eleitoral foi bem recebido internacionalmente, com um Departamento de Estado dos Estados Unidos comunicado de imprensa afirmando que "Esta eleição é mais uma demonstração do compromisso de longa data de São Tomé e Príncipe com os valores democráticos. Através da sua conduta exemplar, o povo de São Tomé e Príncipe continua a servir de farol da democracia para outros países".
A 1 de outubro de 2021, foi agraciado com o grau de Grã-Cruz da Ordem do Infante D. Henrique, de Portugal.
Morreu a 28 de maio de 2022, aos 79 anos, num hospital em Lisboa, Portugal, onde se encontrava internado.